# Wüstenblume
Wüstenblume ist ein Spielfilm der deutsch-amerikanischen Regisseurin Sherry Hormann und des Produzenten Peter Herrmann aus dem Jahr 2009. Das Drama basiert auf dem gleichnamigen autobiografischen Roman und Weltbestseller von Waris Dirie, die als Nomadenmädchen in der Wüste Somalias aufwuchs, im Alter von 13 Jahren vor einer Zwangsheirat mit einem wesentlich älteren Mann nach Mogadischu floh, Jahre später in einem Londoner Schnellimbiss von dem Starfotografen Terence Donavan entdeckt und zu einem der erfolgreichsten Models der Welt wurde.

## Handlung
Geboren in der Wüste Somalias, wächst Waris im ständigen Kampf um das tägliche Überleben auf. Im Alter von 3 Jahren wurde sie verstümmelt. Als sie mit 13 Jahren zwangsverheiratet werden soll, flieht sie, um dem Willen ihres Vaters zu entkommen. Sie irrt durch die Wüste, bis sie schließlich die somalische Hauptstadt Mogadischu erreicht. Die Familie ihrer Mutter nimmt sie schützend auf und verschafft ihr eine Stellung als Dienstmädchen in der somalischen Botschaft in London, wo sie jahrelang das Haus nicht verlassen darf. Als dieses aufgrund der Kriegswirren in Somalia geräumt wird, flieht Waris erneut. Sie taucht in der Metropole unter, findet in der quirligen Verkäuferin und Lebenskünstlerin Marilyn eine Freundin und Vertraute, lernt Englisch und jobbt als Reinigungskraft in einem Fast-Food-Restaurant.
Dort wird sie durch den Starfotografen Terence Donaldson entdeckt und die Designer reißen sich um sie. Jetset und Presse lieben das Nomadenmädchen, es gilt allerdings aufgrund ihres abgelaufenen Reisepasses als illegale Einwanderin und gelangt erst durch eine Scheinehe zu einer Aufenthaltserlaubnis, nachdem gefälschte Papiere nicht den gewünschten Erfolg gebracht haben.
Waris Dirie wird zu einem der bestbezahlten Models der Welt. Doch bei allem Erfolg belastet Waris das Geheimnis ihrer Kindheit. Auf dem Höhepunkt ihrer Karriere erzählt sie in einem Interview von der grausamen Tradition der weiblichen Genitalverstümmelung, deren Opfer sie selbst als kleines Mädchen wurde. Die Veröffentlichung löst eine Welle von Mitgefühl und Protest aus; Waris fasst den Entschluss, ihr Leben dem Kampf gegen dieses Ritual zu widmen.

## Hintergrund
Wüstenblume wurde 2008 in Dschibuti, New York, London, Köln, Berlin und München gedreht. Der Film ist eine Produktion von Desert Flower Filmproductions in Co-Produktion mit Dor Film, Majestic Filmproduktion, BSI International Invest, Bac Films, Mr. Brown Entertainment, MTM West Film & Television, Bayerischer Rundfunk und ARD/Degeto, in Zusammenarbeit mit Backup Films. Gefördert mit Mitteln von Filmstiftung Nordrhein-Westfalen, Medienboard Berlin-Brandenburg, Filmförderungsanstalt, Deutscher Filmförderfonds, FilmFernsehFonds Bayern, Eurimages, Österreichisches Filminstitut, ORF (Film/Fernsehabkommen) und Wiener Filmfonds. Am 5. September 2009 feierte der Film seine Weltpremiere bei den Internationalen Filmfestspielen von Venedig. Es folgten diverse Vorführungen bei internationalen Filmfestivals, darunter am 16. September 2009 beim Internationalen Filmfest Oldenburg. Ab dem 24. September 2009 wurde der Film in Deutschland in den Kinos gezeigt. Der Filmstart erfolgte am 8. Oktober 2009 in der Schweiz und einen Tag später in Österreich. Ab dem 18. März 2011 war der Film auch in den USA zu sehen.
Im Gegensatz zur Romanvorlage, die in chronologisch linearer Erzählform verfasst ist, erzählt der Film Waris’ Geschichte in nichtlinearer Erzählfolge. Er beginnt am Tag der Flucht aus der somalischen Botschaft in London und erzählt die früheren Ereignisse aus Somalia und Mogadischu in Rückblenden.

## Soundtrack
Am 11. September 2009 veröffentlichte Sme Media einen Soundtrack, der 22 Musiktitel enthält.
| Nr. | Titel                                           |
| --- | ----------------------------------------------- |
| 1.  | Desert Flower (instrumental)                    |
| 2.  | Goodbye Somalia / Lost In London (instrumental) |
| 3.  | Mama (instrumental)                             |
| 4.  | Sally Walks (instrumental)                      |
| 5.  | Unknown Pain (instrumental)                     |
| 6.  | The Escape (instrumental)                       |
| 7.  | Grandma (instrumental)                          |
| 8.  | Sally Talks (instrumental)                      |
| 9.  | Goodbye Somalia / The Prison (instrumental)     |
| 10. | Old Man (instrumental)                          |
| 11. | The Embassy Years (instrumental)                |
| 12. | Lost In The Streets (instrumental)              |
| 13. | Sally And The Marriage (instrumental)           |
| 14. | Mister Jackson (instrumental)                   |
| 15. | The Flat Of Neil (instrumental)                 |
| 16. | Desert Flower In Blossom (instrumental)         |
| 17. | Mister Jackson’s House (instrumental)           |
| 18. | Goodbye Somalia / Broke Down (instrumental)     |
| 19. | Into The UN (instrumental)                      |
| 20. | Stand Up (instrumental)                         |
| 21. | Stranger In This Land (Album-Version)           |
| 22. | Let’s Stick Together                            |

## Synchronisation
Die deutsche Synchronbearbeitung entstand bei PPA Film. Das Dialogbuch verfasste Pierre Peters-Arnolds, der zugleich die Synchronregie führte.
Die meisten Synchronsprecher, die den Film Wüstenblume synchronisierten, sind populäre Schauspieler, die bis dato noch nie oder nur in Einzelfällen ihre Stimme einem anderen Schauspieler zur Synchronisation eines Filmes geliehen haben.
| Darsteller       | Deutscher Sprecher | Rolle           |
| ---------------- | ------------------ | --------------- |
| Liya Kebede      | Bettina Zimmermann | Waris Dirie     |
| Timothy Spall    | Armin Rohde        | Terry Donaldson |
| Sally Hawkins    | Meret Becker       | Marylyn         |
| Anthony Mackie   | Torben Liebrecht   | Harold Jackson  |
| Juliet Stevenson | Corinna Harfouch   | Lucinda         |
| Craig Parkinson  | Oliver Korittke    | Neil            |
| Meera Syal       | Adele Neuhauser    | Pushpa Patel    |

## Rezeption
Jan Kedves kritisierte in der taz: „Die Rechte an der Verfilmung des Bestsellers sind in die Fänge einer mehrparteilichen deutschen Koproduktion und des deutschen Filmförderungssystems geraten, und in "Wüstenblume" bleiben neben Pauschalreisen-Happy-End und Weltverbesserungsaureole unterm Strich übrig: größtmögliche Komplexitätsreduktion, ein gellender, unerträglich langer Mädchenschrei in der somalischen Wüste und sehr viel Kitschmusik“.

## Auszeichnungen
Regisseurin und Drehbuchautorin Sherry Hormann wurde 2009 mit dem Zuschauerpreis für den besten europäischen Film beim Festival Internacional de Cine de Donostia-San Sebastián ausgezeichnet. Im folgenden Jahr wurde Peter Herrmann der Produzentenpreis des Bayerischen Filmpreises verliehen. Zudem erhielt der Film 2010 eine Nominierung zum Deutschen Filmpreis in der Kategorie „Bester Film“. Beim Preis der deutschen Filmkritik wurde Martin Todsharow in der Kategorie „Beste Filmmusik“ nominiert.

## Musical
Die Lebensgeschichte von Waris Dirie fand auch den Weg auf die Bühne. Am 22. Februar 2020 wurde das Musical Wüstenblume am Theater St. Gallen uraufgeführt. Die Musik stammt von Uwe Fahrenkrog-Petersen, das Buch von Gil Mehmert und die Liedtexte von Frank Ramond.